# Установка для вимірювання магнітної сприйнятливості

Рис. 1.

Рис. 2.

Установка для вимірювання магнітної сприйнятливості пондеромоторним методом (рис. 1) складається з електромагніту і ваг, якими вимірюється сила притягнення зразків.
Методика вимірювань полягає у послідовному зважуванні скляної колбочки з еталоном і зразком при вимкненому та включеному електромагніті. Питома магнітна сприйнятливість зразка χ визначається за формулою:
χ = СΔm/m

де С — постійна, яка визначається експериментально для даних полюсних наконечників, положення зразка і струму збудження електромагніта, м3/кг; m — маса зразка, кг; Δm — зміна маси зразка в магнітному полі, кг;
Вимірювання виконуються 3-4 рази і потім розраховується середньоарифметичне значення питомої магнітної сприйнятливості зразка досліджуваного матеріалу.
Цей метод використовується головним чином для визначення питомої магнітної сприйнятливості слабкомагнітних матеріалів.
Деякою видозміною розглянутого методу є метод Гюї, який оснований на вимірюванні сили, що діє на зразок. Зразок упакований у циліндр, один кінець якого поміщений у сильне магнітне поле Н, а другий — у слабке Н1.
Схема установки для визначення магнітної сприйнятливості за методом Гюї наведена на рис. 2.
Методика вимірювань полягає у тому, що зразок досліджуваного матеріалу, подрібнений до крупності 0,1 мм, засипають в скляну трубку довжиною 40 см та ущільнюють до мітки 35 см. Трубку з матеріалом підвішують до однієї чашки ваг таким чином, щоб нижній край знаходився у однорідному магнітному полі. При достатньо великій довжині циліндра його верхній кінець віддалений від полюсів магніту на велику відстань і Н1 ≈ 0.
Трубку з матеріалом зважують при відсутності струму в обмотках електромагніту і при заданій величині струму. Цю операцію виконують декілька разів і визначають середньоарифметичне значення питомої магнітної сприйнятливості.
Метод Гюї може застосовуватись для визначення магнітної сприйнятливості як слабкомагнітних (в полі Н = 800—1000 кА/м), так і сильномагнітних мінералів (в полі Н = 80 — 100 кА/м).